# Shavlazuza
Shavlazuza är en ort i Azerbajdzjan.   Den ligger i distriktet Lənkəran Rayonu, i den sydöstra delen av landet, 210 km sydväst om huvudstaden Baku. Antalet invånare är 3 873.
Terrängen runt Shavlazuza är platt åt nordost, men åt sydväst är den kuperad. Runt Shavlazuza är det ganska tätbefolkat, med 120 invånare per kvadratkilometer.. Närmaste större samhälle är Lankaran, 5,4 km öster om Shavlazuza.
Trakten runt Shavlazuza består till största delen av jordbruksmark.